# Stanghella
Stanghella település Olaszországban, Veneto régióban, Padova megyében. Lakosainak száma 4100 fő (2023. január 1.). Stanghella Pozzonovo és Solesino községekkel határos.

## Népesség
A település lakossága az elmúlt években az alábbi módon változott:
| Lakosok száma | 4159 | 4156 | 4100 |
|               | 2017 | 2018 | 2023 |